# Thomas Cooper Gotch

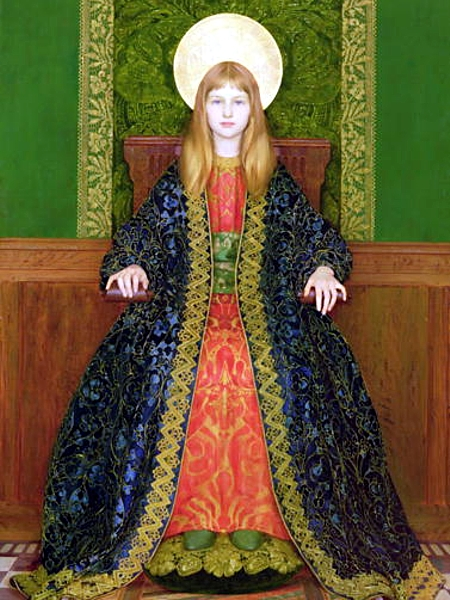
Dziecko na tronie, 1894

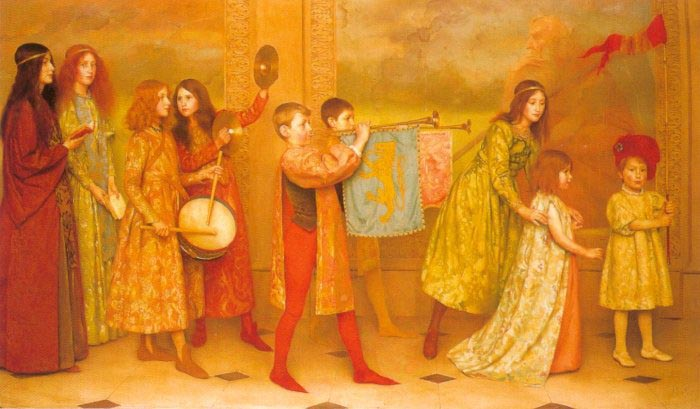
Pochód dzieci, 1895

Thomas Cooper Gotch (ur. 10 grudnia 1854 w Kettering, zm. 1 maja 1931 w Londynie) – angielski malarz i ilustrator książek, luźno związany z prerafaelitami, brat Jana Alfreda Gotcha, architekta.
Urodził się w Kettering, w średnio zamożnej rodzinie. Uczęszczał do lokalnej szkoły artystycznej, następnie studiował w Antwerpii i Paryżu, by kontynuować edukację w Slade School of Fine Art w Londynie. Był uczniem Jean-Paul Laurensa i Alphonse Legrosa. W 1881 ożenił się z Caroline Yates, koleżanką ze studiów, którą poznał w Paryżu. Po podróżach do Włoch i Australii na stałe osiadł w osiedlu artystycznym w Newlyn w Kornwalii. Wystawiał w Royal Academy, w Monachium, Paryżu i Chicago od 1880. Założyciel Royal British Colonial Society of Artists w 1887 i jego prezes w latach 1913–1928.
Malował sceny religijne i historyczne, pejzaże i portrety. Jego wcześniejsze prace były utrzymane w naturalistycznym stylu Newlyn School. Po wizycie we Włoszech w 1891 roku zwrócił w kierunku symbolizmu i alegorycznego traktowania tematów, jego obrazy stały się bardziej dekoracyjne, zaczęły przypominając dzieła prerafaelitów. Szczególną popularność przyniosły mu przedstawienia dzieci i młodych dziewcząt, najczęściej modelką była jego córka Phyllis Marian.

## Wybrane prace
| - The Wizard - The Orchard (1887) - My Crown and Sceptre (1892) - The Child Enthroned (1894) - Death the Bride (1894-5) - Portrait of Phyllis Gotch in Blue - The Pageant of Children (1895) - Alleluia (1896) - Dawn of Womanhood (1900) - The Message (1903) - The Return From The Pageant (1907) - High Velt, South Africa (1910) - The Mother Enthroned (1912-1919) - Self Portrait (1912) - The Flag (191?) - The Nymph (1920) - The Vow - Crossing the Bar (1923) - It is an Ancient Mariner (1925) |  | - The Madonna of the Mount (1926) - John Alfred Gotch (1926) - The Nymph and The Exile (1929-30) - The Birthday (1930) - The Clarinet Player - Young Girl Reading a Manuscript - Dalaphne - A Jest - A Golden Dream - The Awakening - Mental Arithmetic - The Story of the Money Pig - Fireside Story - Heir to All the Ages - The Dancing Lesson - The Exile - Study of a Young Woman - Portrait of a girl with eyes closed |